# Трипа Бела (Беневенто)
Трипа Бела је насеље у Италији у округу Беневенто, региону Кампанија.
Према процени из 2011. у насељу је живело 10 становника. Насеље се налази на надморској висини од 769 м.